# Андрій Лаговський
«Андрій Лаговський» – роман українського письменника і науковця Агатангела Кримського, який складається з 4 частин, один з ранніх модерністських творів української літератури. 

## Історія створення
Перша частина роману, яка має назву «Не порозуміються» була опублікована вперше у збірці короткої прози А. Кримського «Повістки і ескізи з українського життя», яка побачила світ у 1895 р. у Коломиї. В кінці тексту стоїть дата його створення – 27. 07. 1894 р. 
У 1905 р. у Львові з’явилася окрема книга під назвою «Андрій Лаговський. Повість. Частина перша: «Не порозуміються.» Частина друга: «Туапсе». 
Дві інші частини «За святим Єфремом Сіріним» і «Порозумілися» за життя автора так і не були надруковані. 
У 1919 р. була спроба надрукувати цей роман у повному обсязі (усі 4 частини), однак зберігся лише один примірник (сигнальні аркуші) без відомостей про місце видання. Лише на останній сторінці є примітка: «Звенигородка на Київщині. Літо 1904-го року. Київ, 4 лютого 1919 р.» . Можливо, що 4 лютого 1919 р. і є датою завершення роботи над романом. 
Вперше повністю роман побачив світ у другому томі видання А. Кримський «Твори у п’яти томах». Київ, 1972.
У 2011 р. роман «Андрій Лаговський» було видано окремою книгою у Києві. 

## Структура роману
Твір складається з чотирьох частин, об’єднаних спільним сюжетом, що розвивається лінійно.
- «Не порозуміються» – події з студентського періоду життя Андрія Лаговського, зав’язка основного конфлікту твору,
- «Туапсе» – Андрій Лаговський досягає професійного успіху, А. Кримський розмірковує над проблемами дружби, кохання, зради, моральності.
- «За святим Єфремом Сіріним» – часи аскетизму, самоаналізу, конфлікту головного героя із зовнішнім світом,
- «Порозумілися» – переосмислення героєм попередніх подій твору, його примирення зі світом і самим собою, повернення до свого дому, зустріч із мамою і досягнення певної гармонії.

## Проблематика твору
Головний герой – молодий учений, професор математики Московського університету Андрій Лаговський. Його дорослішанню, духовному зростанню і боротьбі з самим собою присвячена більша частина тексту твору. Крім того А. Кримський порушує у своєму творі багато інших проблем: дружби, любові (тілесної і платонічної-ідеальної), стосунків з матір’ю, стосунків між людьми, милосердя, щирості і досягнення порозуміння. Без сумніву у романі присутній і елемент автобіографізму, про що згадував сам А. Кримський. Автобіографічність також зазначає дослідниця творчості А. Кримського Соломія Павличко.
Роман «Андрій Лаговський» містить і певні елементи роману-виховання, такі як – вибір життєвого шляху героя, його духовне зростання, становлення його світогляду, яке показане автором впродовж досить довгого часового проміжку. Наявний також і дидактичний елемент. «Андрій Лаговський» сміливо можна назвати романом позитивної еволюції героя. 
Окремою особливою темою, що пронизує весь твір є діалог культур. А. Кримський є першим комунікатором між Україною і Орієнтом і тому у його творах частим є мотив взаємодії і порозуміння між різними культурними світами. На рівні сюжету у розділі «Туапсе» автор створює колоритну східну атмосферу, робить читача свідком спілкування між людьми різних народностей і цивілізацій, а також інтегрує у роман цілу низку розмаїтих поезій і пісень – як народних грецьких і турецьких, так і власних перекладів орієнтальних і європейських авторів. 

### Літературознавчі дослідження твору
Українська дослідниця Г. Випасняк пропонує розглядати цей роман як ілюстрацію пошуку себе і Бога, щоправда, не у вузько християнському розумінні, а в загальному − як Вищої сили, як Творця. Ця цитата перегукується з твердженням Сергія Єфремова про те, що «вся літературна творчість Кримського перейнята Діогеновою спрагою пошуку Людини».